# Brønshøj-Rødovre Kommune
Brønshøj-Rødovre Kommune var en sognekommune i det nuværende København, der eksisterede fra 1842-1900.
Kommunen blev opsplittet fra 1. januar 1901, hvor Brønshøj blev opkøbt af Københavns Kommune. I dag er området bydelene Brønshøj-Husum, Bispebjerg og Vanløse. Rødovre fortsatte som en selvstændig kommune: Rødovre Kommune.